# Tubiceroides cornutus
Tubiceroides cornutus är en tvåvingeart som beskrevs av Borgmeier 1935. Tubiceroides cornutus ingår i släktet Tubiceroides och familjen puckelflugor.
Artens utbredningsområde är Bolivia. Inga underarter finns listade i Catalogue of Life.